# Seznam angleških admiralov
Seznam angleških admiralov.

## B
David Beatty - 

## C
Thomas Cochran -

## E
Hugh Evan-Thomas -

## F
Bruce Fraser

## H
Max Kennedy Horton -

## K
Roger John Brownlow Keyes -

## N
Horatio Nelson -

## R
John Jeffrey Rakovec, pl. Raigersfeld -

## S
Doveton Sturdee -